# Linux Phone Standards Forum
Das Linux Phone Standards Forum (LiPS) ist ein im November 2005 gegründetes Konsortium zur Schaffung eines offenen Standards für eine einheitliche Linux-Implementierung für Mobiltelefone als Alternative zu Microsofts Windows CE Plattform. Auch andere  proprietäre Herstellersysteme sollen abgelöst werden. Derzeit sind Linux-Plattformen meist nur auf der für jeweilige Version angepassten Hardware einzelner Hersteller lauffähig. Die Standardisierung betrifft daher sowohl Hardware als auch Softwareprodukte. Dabei sollen die Standards der Open Mobile Terminal Platform (OMTP) berücksichtigt werden.
Gründungsmitglieder sind unter anderem ARM, France Télécom, Orange, Montavista Software, Open-Plug und PalmSource. Im November 2006 sind ZTE, Telecom Italia und Texas Instruments beigetreten.
Im Dezember 2007 wurde mit dem Linux Phone Standards 1.0 das erste LiPS Release vorgestellt.
Die konkurrierende LiMo Foundation (unter anderem Motorola, NEC, NTT DoCoMo, Panasonic, Samsung und Vodafone) will einen Industriestandard schaffen, der nicht nur für Mobiltelefone, sondern für alle kompakten mobilen Endgeräte geeignet ist. Dieser ist jedoch zu weiten Teilen kein offener Standard.
Im Juni 2008 schlossen LiPS und die LiMo-Foundation eine Kooperation. LiPS wurde komplett in die LiMo Foundation eingegliedert.